# Cryptopimpla helvetica
Cryptopimpla helvetica är en stekelart som beskrevs av Brauns 1901. Cryptopimpla helvetica ingår i släktet Cryptopimpla och familjen brokparasitsteklar. Inga underarter finns listade i Catalogue of Life.